# Leander Kills
Leander Kills ist eine 2015 gegründete Groove-Metal-Band aus Ungarn.

## Geschichte
Gegründet wurde Leander Kills im Jahr 2015 durch den Sänger und Bassisten Leander Köteles kurz nach der Auflösung seiner vorherigen Band Leander Rising. Als weitere Mitglieder konnten die Gitarristen Miklós Czifra und Máté Bodor – der in der schottischen Band Alestorm spielt und zuvor bei Wisdom aktiv war – und der Blind-Myself-Schlagzeuger Valentin Jankai gewonnen werden.
Noch im November des Gründungsjahres erschien mit Szerelmetlen dal die erste Single der Band. Nach der Herausgabe zweier weiterer Lieder, veröffentlichte Leander Kills ihr Debütalbum Túlélő im März des Jahres 2016. Im Jahr 2017 wurde bekannt, dass Máté Bodor aufgrund seiner Tätigkeit mit Alestorm nicht länger ein festes Mitglied in der Band sein konnte. András Vermes ersetzte in als neuer Gitarrist. Köteles ernannte Bodor zum Ehrenmitglied der Band und hofft, dass er auf zukünftigen Werken mit ihm zusammenarbeiten werde.
Anfang des Jahres 2017 nahmen Leander Kills am nationalen Vorentscheid zum Eurovision Song Contest mit dem Lied Élet teil und erreichten das nationale Finale, welches allerdings gegen Joci Pápai verloren wurde. Es folgte die Veröffentlichung des zweiten Albums Élet a halál előtt. Ein Jahr darauf nahm die Gruppe erneut am Vorentscheid zum Eurovision Song Contest teil, dieses Mal mit dem Titel Nem szól harang und erreichte abermals die Finalrunde. Allerdings verlor die Gruppe erneut, dieses Mal gegen die Genrekollegen AWS und deren Beitrag Viszlát nyár. Die Band nimmt 2019 erneut am A Dal teil, dieses Mal mit dem Lied Hazavágyom.

## Diskografie

### Alben
| Jahr | Titel                     | Höchstplatzierung, Gesamtwochen, AuszeichnungChartsChartplatzierungen (Jahr, Titel, Platzierungen, Wochen, Auszeichnungen, Anmerkungen) | Anmerkungen                                      |
| Jahr | Titel                     | HU | Anmerkungen                                      |
| ---- | ------------------------- | --- | ------------------------------------------------ |
| 2016 | Túlélő                    | HU1 (8 Wo.)HU | Erstveröffentlichung: 16. März 2016              |
| 2016 | Live At Barba Negra Track | HU27 (1 Wo.)HU | Erstveröffentlichung: 3. Dezember 2016 Livealbum |
| 2017 | Stabbing Westward         | — | Erstveröffentlichung: 9. Juni 2017 EP            |
| 2017 | Élet a halál előtt        | HU1 Platin · (50 Wo.)HU | Erstveröffentlichung: 22. September 2017         |
| 2019 | Luxusnyomor               | HU1 Platin · (79 Wo.)HU | Erstveröffentlichung: 22. Februar 2019           |
| 2020 | IV                        | HU2 Gold · (74 Wo.)HU | Erstveröffentlichung: 2020                       |
| 2021 | Leander 10                | — | Erstveröffentlichung: 2021 Livealbum             |
| 2022 | Vérkeringő                | HU2 (2 Wo.)HU | Erstveröffentlichung: 2022                       |
| 2024 | Ébredés                   | HU5 (1 Wo.)HU | Erstveröffentlichung: 2024                       |

### Singles
| Jahr | Titel Album             | Höchstplatzierung, Gesamtwochen, AuszeichnungChartsChartplatzierungen (Jahr, Titel, Album, Platzierungen, Wochen, Auszeichnungen, Anmerkungen) | Anmerkungen  |
| Jahr | Titel Album             | HU | Anmerkungen  |
| --- | ----------------------- | --- | ------------ |
| 2017 | Élet Élet a halál előtt | HU27 (1 Wo.)HU |              |
| Folgende Lieder erschienen nicht als Single, wurden aber durch das Album zum Download und Streaming bereitgestellt und konnten somit eine Platzierung erlangen: |                         | |              |
| |                         | |              |
| 2020 | Valami folyjon Túlélő   | HU32 (1 Wo.)HU | feat. Icarus |
| 2020 | Boldogság virág IV      | HU9 (1 Wo.)HU |              |
| 2020 | Élve eltemetsz IV       | HU13 (1 Wo.)HU |              |
| 2020 | Gyere bánat IV          | HU5 (1 Wo.)HU |              |
| 2020 | Kicsiny falum IV        | HU10 (2 Wo.)HU |              |

Weitere Singles
- 2015: Szeremetlen dal
- 2017: Nem szól harang